# Scandalosa Gilda
Scandalosa Gilda è un film del 1985 diretto da Gabriele Lavia con protagonisti Monica Guerritore e lo stesso Gabriele Lavia, allora coniugi.

## Trama
Una donna dell'alta borghesia romana, sorpreso per caso il marito in flagrante adulterio, abbandona il tetto coniugale con auto e valigia e incontra in un autogrill un disegnatore di fumetti erotici che, dopo averle raccontato il soggetto d'un suo film d'animazione, la convince ad allacciare una relazione sessuale estemporanea. 
 L'uomo, come spesso accade in letteratura, s'innamora, lei no. Cominciano così 24 ore d'inviti e di ripudi, d'offerte e di perversioni: lui per strappare alla sconosciuta ogni suo segreto, lei per umiliarlo e umiliarsi allo stesso tempo. Finché, all'alba del giorno seguente, la jeep dell'uomo sbanda ed esce fuori strada. 
 Morto lui, la donna sconvolta attraversa le corsie dell'autostrada per chiedere un passaggio e tornare a Roma.

## L'inserto cartoonistico della Scandalosa Gilda
Disegni di Francesco Maurizio Guido noto come Gibba, Scandalosa Gilda nel Paese di Cazziglia è un'operetta cantata da Anna Andrea su testo di Cristiano Malgioglio, avente per protagonisti icone antropomorfe degli organi sessuali. Seppur diretti, soggetto e stile non sforano la volgarità, rievocano invece il buono spirito infantile ed al contempo maturo della cartoonistica italiana del dopoguerra. La diffusione televisiva nelle reti nazionali ne ha sempre omessa la rappresentazione, sicché al pubblico resta la descrizione grafica che Gabriele Lavia fa alla protagonista.

## Curiosità
Il gruppo musicale degli Stadio nel 1995 ha inciso un brano intitolato Scandalosa Gilda su ispirazione del film di Lavia. Il brano è presente nell'album Di volpi, di vizi e di virtù.
Fino al 16 novembre 1992 era vietato ai minori di 18 anni - III edizione revisione Ministero.